# 헤엄치는 순록

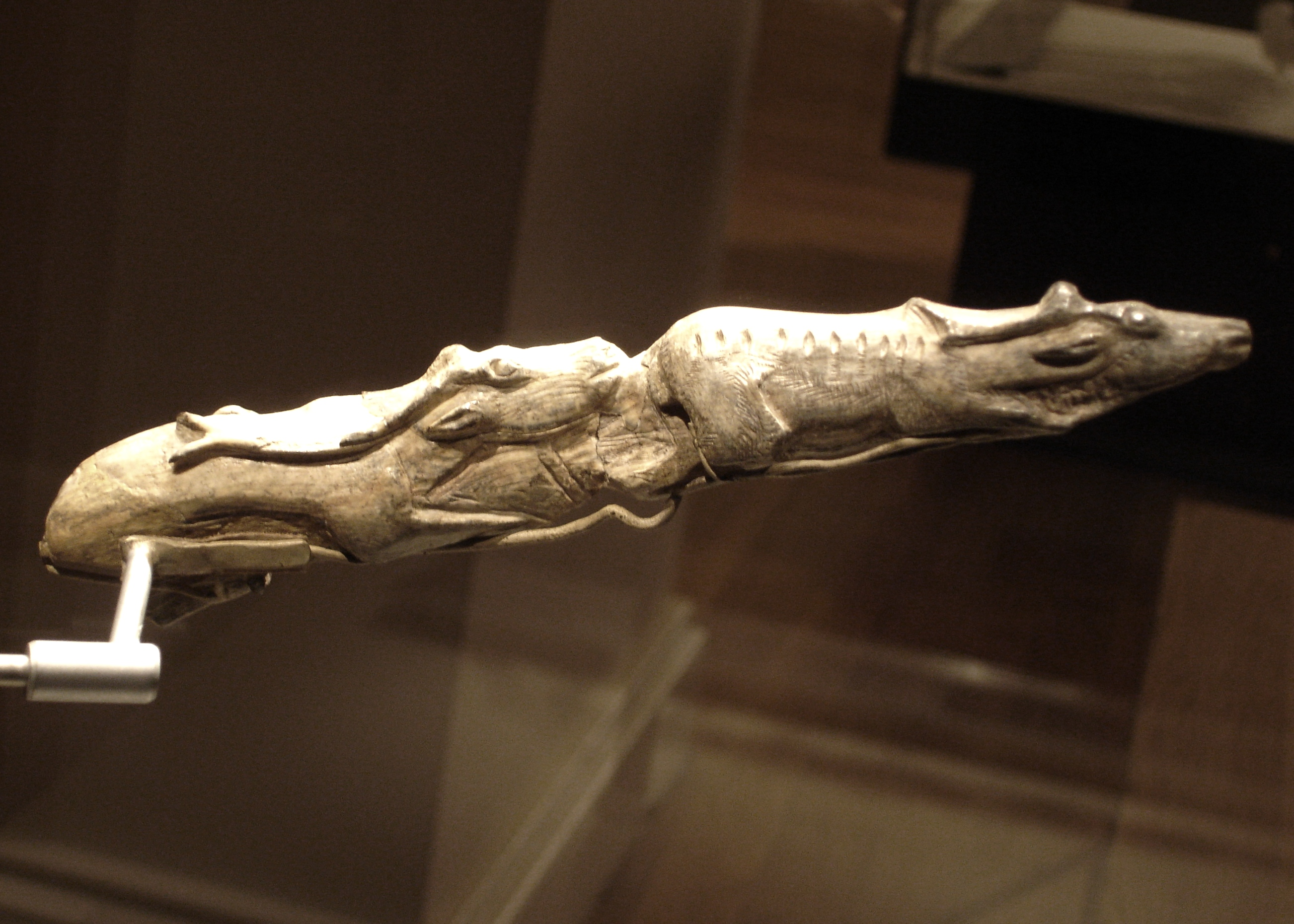
헤엄치는 순록

헤엄치는 순록은 13,0000년 전 구석기 시대에 제작된 조각품이다. 맘모스 상아로 만들어졌으며 두 마리의 순록이 헤엄치는 형상이 표현되어있다. 1866년 두 조각으로 발견되었으나 20세기 초반까지 앙리 브루이가 두 조각이 서로 맞는다는 것이 발표하기 전까지 한 조각이라는 것을 모르는 채 보존되었다.